# Neophytos Doukas
Neophytos Doukas o Dukas (en griego: Νεόφυτος Δούκας; 1760-1845) fue un sacerdote y erudito griego, autor de muchos libros y traducciones de antiguas obras griegas, y una de las personalidades más importantes de la Ilustración griega moderna (Diafotismos) durante la Grecia otomana. Sus contribuciones a la educación griega se han descuidado debido las ideas tradicionales que defendía con respecto a la cuestión lingüística griega (siendo un "arcaísta", apoyó el uso de griego clásico sobre Katharévousa, griego purista, y Dimotiki).

## Vida
Doukas nació en el pueblo de Ano Soudena, en la región montañosa de Zagori en Epiro, noroeste de Grecia. De niño vivió dentro de una comunidad monástica y se convirtió un sacerdote cuándo alcanzó la edad adulta. Comenzó sus estudios en Ioánina y Metsovo y luego continuó en Bucarest. Sus principales intereses eran la filosofía y la literatura griega antigua, así como documentos religiosos griegos y latinos.
En 1803 se trasladó a Viena y se convirtió en una de las personalidades más importantes de la comunidad griega allí, en la que vivió durante 12 años. Su carrera como profesor comenzó en 1812 en Bucarest, cuando se convirtió en director de la Escuela Eponym (en griego: Επώνυμη Σχολή). Sus métodos de enseñanza fueron tan populares que el número de sus alumnos aumentó rápidamente en un período de 6 meses: de 60 a 400. Su trabajo fue reconocido por el Patriarca de Constantinopla. En 1820 se convirtió en miembro de la organización Filiki Eteria.
Con la creación del estado independiente griego, regresó a Grecia y asumió la administración del orfanato de Egina, después de ser invitado a hacerlo por el gobernador Ioannis Kapodistrias. Hizo una donación de 11.000 libros a la biblioteca del orfanato. En el mismo período, se convirtió en director del Seminario Rizarios (una institución religiosa de educación superior) en Atenas, pero murió a la edad de 85 años, antes de que pudiera asumir las funciones de este cargo.

## Trabajo
Su importante actividad educativa y de escritura permaneció en gran parte desconocida hasta finales del siglo XX, principalmente debido a sus ideas conservadoras y su promoción y uso de la lengua griega clásica en la educación. Fue acusado por Adamantios Koraís de ser un "anti-filósofo". Sin embargo, sus contribuciones a la bibliografía griega y a la Ilustración griega fueron cruciales.
Entre muchas otras obras (más de 70 libros), editó muchos autores griegos antiguos, incluidos Aristófanes, la Biblioteca mitológica, Homero, Píndaro, Eurípides y Sófocles.

### Trabajos
- Γραμματική Τερψιθέα (Grammatiki Terpsithea, 1804),
- δεκάτομη παράφραση του Θουκυδίδη με σημειώσεις (Paráfrasis de Tucídides, 1805-1806),
- Ευτρόπιος (Eutropio, 1807),
- Αρριανός (Arriano, 1809),
- Δίων Χρυσόστομος (Dion Chrysostomos, 1810),
- Μάξιμος Τύριος (Maximos Tyrios, 1810),
- Απολλόδωρος (Apolodoro, 1811),
- Οι δέκα αττικοί ρήτορες (Los diez oradores del ático, 1812-1813),
- Αισχίνης ο Σωκρατικός (Esquines el Sócrates, 1814),
- Φοίνιξ (Fénix, 1815),
- Παραφράσεις και σχόλια στον Όμηρο, Ευριπίδη και Σοφοκλή (Paráfrasis y comentarios sobre Homero, Eurípides y Sófocles, 1834-1835),
- Πίνδαρος (Píndaro, 1842),
- Αριστοφάνης (Aristófanes, 1845).